# Anna Macina
Anna Macina (Bari, 20 febbraio 1973) è una politica italiana, sottosegretaria di Stato al Ministero della giustizia dal 1º marzo 2021 al 22 ottobre 2022 nel governo Draghi, oltreché deputata alla Camera nella XVIII legislatura della Repubblica Italiana, eletta con il Movimento 5 Stelle per poi seguire la scissione di Luigi Di Maio in Insieme per il futuro nel 2022.

## Biografia
Nata il 20 febbraio 1973 a Bari, vive ad Erchie, in provincia di Brindisi, è laureata in giurisprudenza e sposata.
Alle elezioni comunali in Puglia del 2015 si candida a sindaco di Erchie per la lista del Movimento 5 Stelle (M5S), raccogliendo alla tornata elettorale il 7,95% dei voti (447), non accedendo al ballottaggio e risultando anche fuori dal consiglio comunale.
Alle elezioni politiche del 2018 viene candidata alla Camera dei deputati nel collegio uninominale di Brindisi, sostenuta dal Movimento 5 Stelle, dove viene eletta deputata con il 44,51% dei voti contro i candidati del centro-destra, in quota Noi con l'Italia-UDC vicino a Raffaele Fitto, Vittorio Zizza (35,01%) e del centro-sinistra, in quota Partito Democratico renziano, Giovanni Epifani (14,11%). Nella XVIII legislatura della Repubblica è stata membro della Giunta per il regolamento, della Commissione parlamentare per l'infanzia e l'adolescenza, oltreché componente e capogruppo per il M5S durante il governo Conte I della 1ª Commissione Affari costituzionali, della Presidenza del Consiglio e degli Interni, dove si è occupata dell'esaminazione parlamentare della legge Spazzacorrotti.
Il 25 febbraio 2021 viene indicata come sottosegretario di Stato al Ministero della Giustizia nel governo Draghi, nominata dal Consiglio dei Ministri il 1º marzo. In tale veste si è distinta per una rovente polemica con la senatrice della Lega Giulia Bongiorno, dove denunciava il conflitto d'interessi che aveva come avvocato e politica.
All'interno del Movimento 5 Stelle si distingue tra i parlamentari più vicini all’ex capo politico Luigi Di Maio, tanto da essere definita una "dimaiana doc".
Il 21 giugno 2022 segue la scissione di Di Maio dal Movimento 5 Stelle, a seguito dei contrasti tra lui e il presidente del M5S Giuseppe Conte, per aderire a Insieme per il futuro (Ipf).
Alle elezioni politiche anticipate del 2022 viene ricandidata alla Camera per la lista elettorale di Ipf Impegno Civico-Centro Democratico (IC-CD), nel collegio plurinominale Puglia - 04 come capolista, ma che risulterà non eletta per via del risultato pessimo a livello nazionale di IC-CD.
Il 28 gennaio 2024 aderisce a Sud chiama Nord di Cateno De Luca.